# Aphalaridae
Aphalaridae (лат.) — семейство мелких полужесткокрылых насекомых из надсемейства листоблошковых (Psylloidea). Включает более 650 видов.

## Описание
Мелкие полужесткокрылые насекомые. Задние голени имаго с открытым пучком из склеротизированных апикальных шпор. Около 1—5 мм в длину. Внешне похожи на цикадок, задние ноги прыгательные. Питаются соками растений, часть которых выделяют в виде сахаристых выделений, отчего их часто посещают муравьи. Вид Aphalara itadori (=Psylla itadori Shinji, 1938) используется в биологическом контроле сорняков.

## Систематика
Более 650 видов и 64 родов, некоторые из которых ранее включались с состав других семейств: Calophyidae (часть Apsyllinae), Euphylluridae (Rhinocolinae), Hemipteripsyllidae (Togepsyllinae), Spondyliaspididae (Spondyliaspidinae). Включает 5 предположительно монофилетических подсемейств:
- Aphalarinae (трибы Aphalarini — Caillardiini — Colposceniini — Gyropsyllini — Xenaphalarini — † Paleopsylloidini)
  - Aphalara — Brachystetha (Brachystetha nitrariae) — Caillardia (Caillardia accola, Caillardia dilatata, Caillardia inedita, Caillardia springatei) — Colposcenia (Colposcenia aliena, Colposcenia kiritshenkoi) — Craspedolepta — Crastina — Epheloscyta — Eumetoecus — Eurotica — Gyropsylla — Hodkinsonia — Lanthanaphalara — Limataphalara — Neaphalara — Rhodochlanis — Rhombaphalara — Xenaphalara — † Eogyropsylla — † Necropsylla — † Paleopsylloides — † Proeurotica
- Pachypsyllinae
  - Celtisaspis — Pachypsylla — Tetragonocephala
- Rhinocolinae
  - Agonoscena — Ameroscena — Anomalopsylla — Apsylla — Cerationotum — Crucianus — Leurolophus — Lisronia — Megagonoscena — Moraniella — Notophyllura — Rhinocola — Rhusaphalara — Tainarys — † Protoscena
- Spondyliaspidinae
  - Agelaeopsylla — Anoeconeossa — Australopsylla — Blastopsylla — Blepharocosta — Boreioglycaspis — Cardiaspina (Cardiaspina fiscella) — Creiis — Cryptoneossa — Ctenarytaina — Dasypsylla — Eriopsylla — Eucalyptolyma — Eurhinocola — Glycaspis — Hyalinaspis — Kenmooreana — Lasiopsylla — Leptospermonastes — Phellopsylla — Phyllolyma — Platyobria — Spondyliaspis — Syncarpiolyma
- Togepsyllinae
  - Syncoptozus — Togepsylla